# Ural-375D
De Ural-375D (Russisch: Урал-375Д) is een zeswielaangedreven militaire vrachtwagen. Het is de opvolger van de ZIL-157 en werd opgevolgd door de Ural-4320.

## Geschiedenis

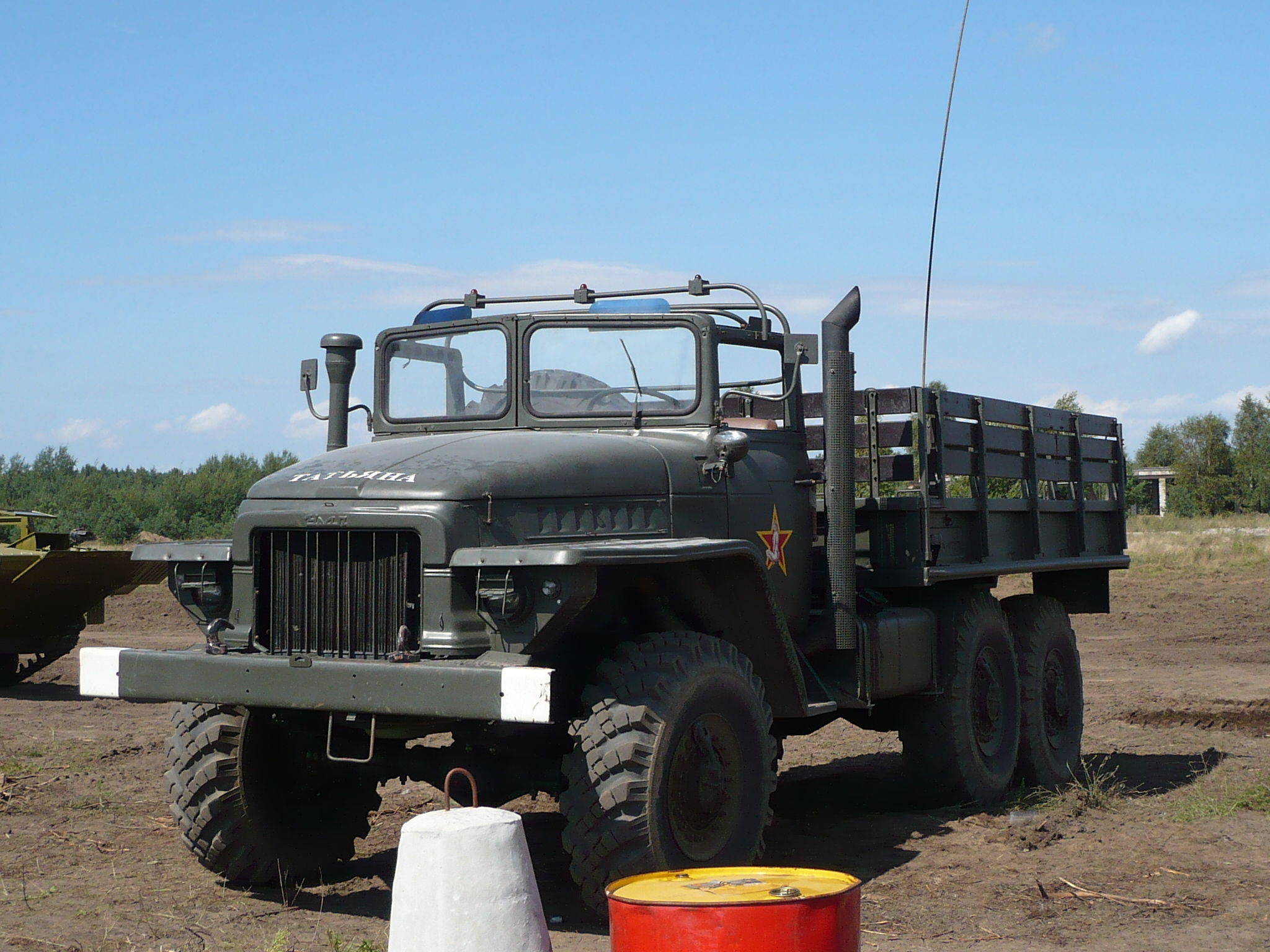
Ural-375, de eerste versie

Het eerste model van de Ural-375 werd in 1961 geïntroduceerd. Het had een open bestuurderscabine die afgedekt kon worden met een Canvas dak. Dit model werd snel opgevolgd door de Ural-375A, deze had een aantal technische verbeteringen en een gesloten bestuurderscabine. Deze versie kwam in productie als de Ural-375D. Het voertuig werd geproduceerd door de Ural Automobielfabriek (Russisch: Уральский автомобильный завод). Het bedrijf werd opgericht in 1941 als gevolg van de verplaatsing van de ZIL fabriek uit Moskou naar het oosten om uit handen te blijven van het oprukkende Duitse leger. De fabriek maakt nu onderdeel uit van Groep GAZ. Omstreeks 1992 werd de productie van de Ural-375D gestaakt.

## Beschrijving
De Ural-375D was de opvolger van de ZIL-157. Alle zes de wielen werden aangedreven (6x6) en was hiermee uitermate geschikt voor het rijden in het terrein. Het standaard voertuig had een laadvloer van 3,9 meter lang en 2,4 meter breed welke afgedekt kon worden met een huif en was geschikt voor het vervoer van militairen en materieel. In het terrein kon 4 ton worden meegevoerd en een aanhangwagen met een maximaal gewicht van 5 ton. Op de weg kon 4,5 ton en 10 ton respectievelijk worden meegevoerd. Op de laadvloer zijn ook vaste cabines geplaatst voor diverse doeleinden.
Het kreeg een V8 benzinemotor met een vermogen van 180 pk bij 3200 toeren per minuut. De versnellingsbak telde vijf versnellingen voor- en één achteruit. Een reductiebak was aanwezig waardoor rijden in hoge en lage gearing mogelijk was (2x5F1R).
De opbouw was standaard, voorin de motor, een torpedofront bestuurderscabine en achter de laadvloer. Het reservewiel was geplaatst tussen de bestuurderscabine en de laadbak. De banden hadden het formaat 14.00x20. Alle wielen waren aangesloten op een centraal systeem waarmee de bandenspanning kon worden gereguleerd. Op zacht terrein kon de druk in de banden worden verlaagd waardoor het oppervlak met de ondergrond groter werd en het voertuig minder wegzakte. Verder kon het voertuig blijven rijden ook al was een of meer van de banden lek geraakt. Zonder verdere voorbereiding kon het door 0,8 meter diep water rijden en met extra maatregelen werd dit 1,5 meter. Het voertuig had twee brandstoftanks, aan beide zijden van het voertuig, elk met een inhoud van 180 liter. Dit gaf het voertuig een bereik van 650 kilometer.

### Versies
- Ural-375 had een open bestuurderscabine die afgedekt kon worden met een canvas kap;
- Ural-375A had een gesloten bestuurderscabine;
- Ural-375D is de standaard versie van de Ural-375A en het meest geproduceerd;
- Ural-375S, een trekker met een kortere wielbasis;
- Ural-377, een vrachtwagen met alleen aandrijving op de achterwielen (6x4);
- Ural-377S, als de Ural-377 maar nu in een trekker uitvoering.

De Ural-375D werd op vele plaatsen in het militaire apparaat ingezet. Het werd gebruikt in de Sovjet-Unie en bij diverse landen van het Warschaupact. Er waren ook een speciale versies voor het koude noorden van de Sovjet-Unie en de tropen. Het chassis is voor vele speciale doeleinden aangepast, zoals:
- bureauwagen met metalen opbouw

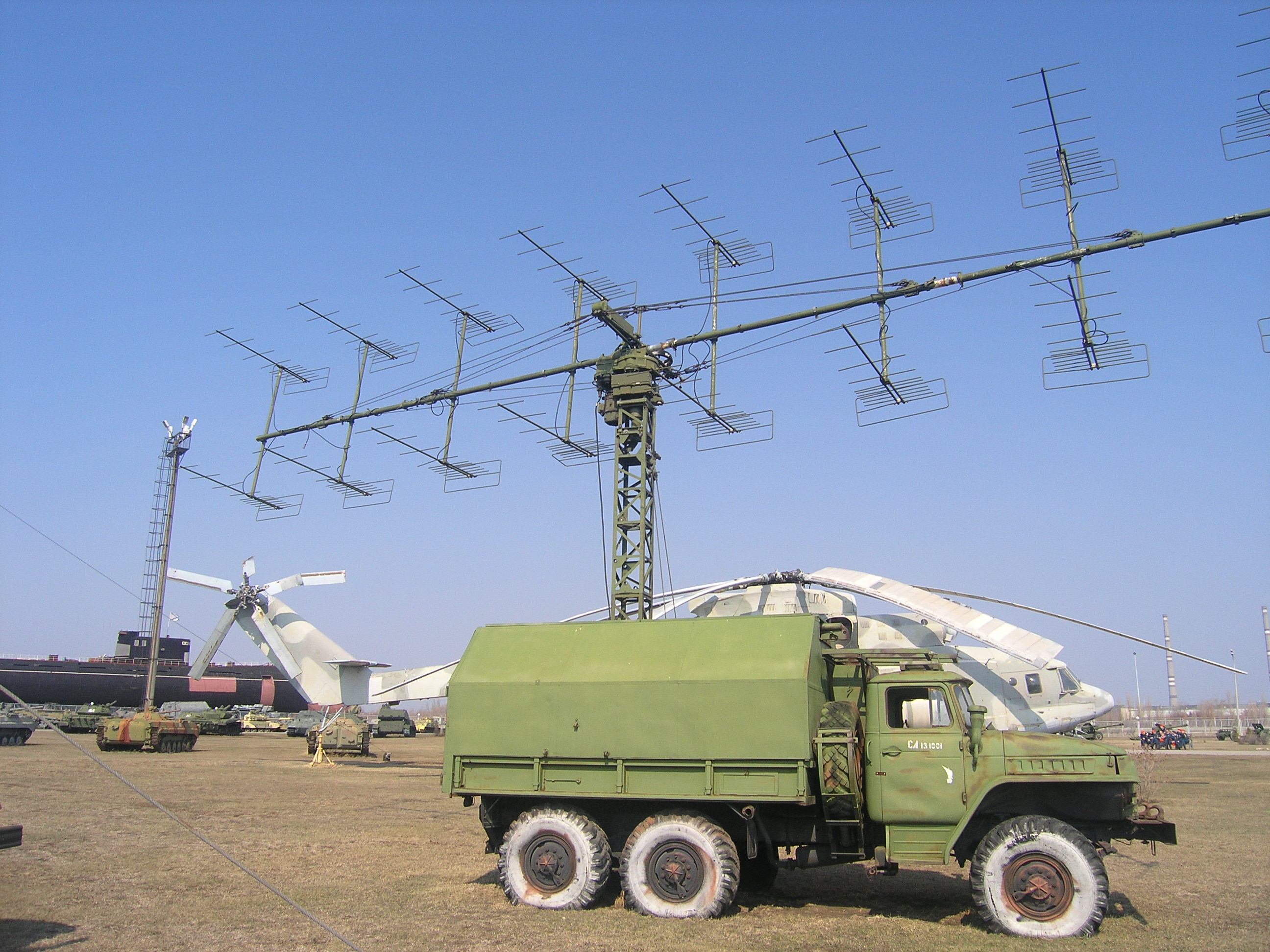
Ural-375D met P-18 radar systeem

- mobiele werkplaats met metalen opbouw
- bergingsvoertuig
- ontsmettingswagen
- tankauto met een capaciteit van 5.000 liter benzine
- tankauto voor water
- wagen met lanceerinrichting voor diverse raketten
- wagen voor vervoer van pontons
- trekker.

## Ural-4320

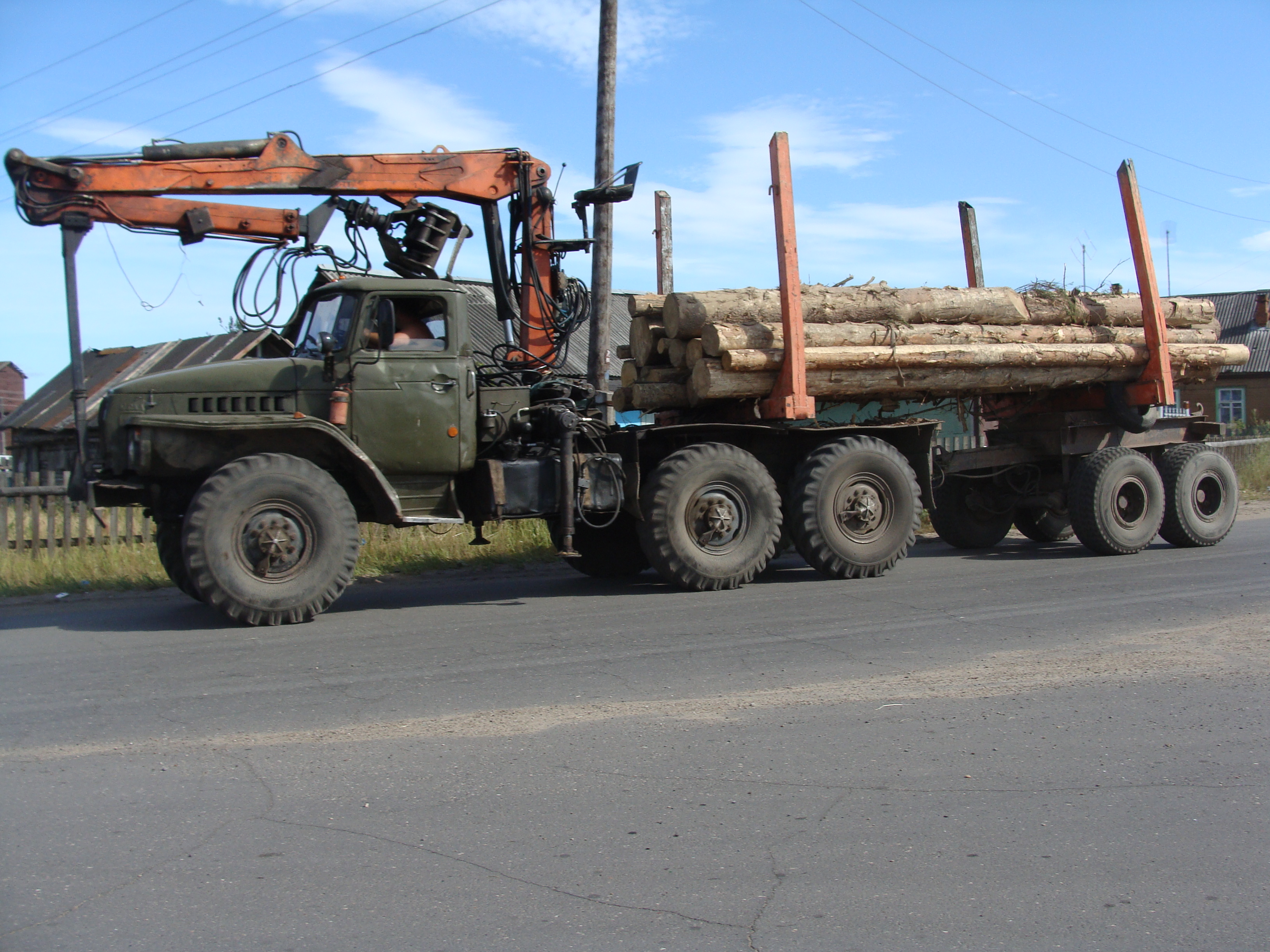
Ural-4320 trekker

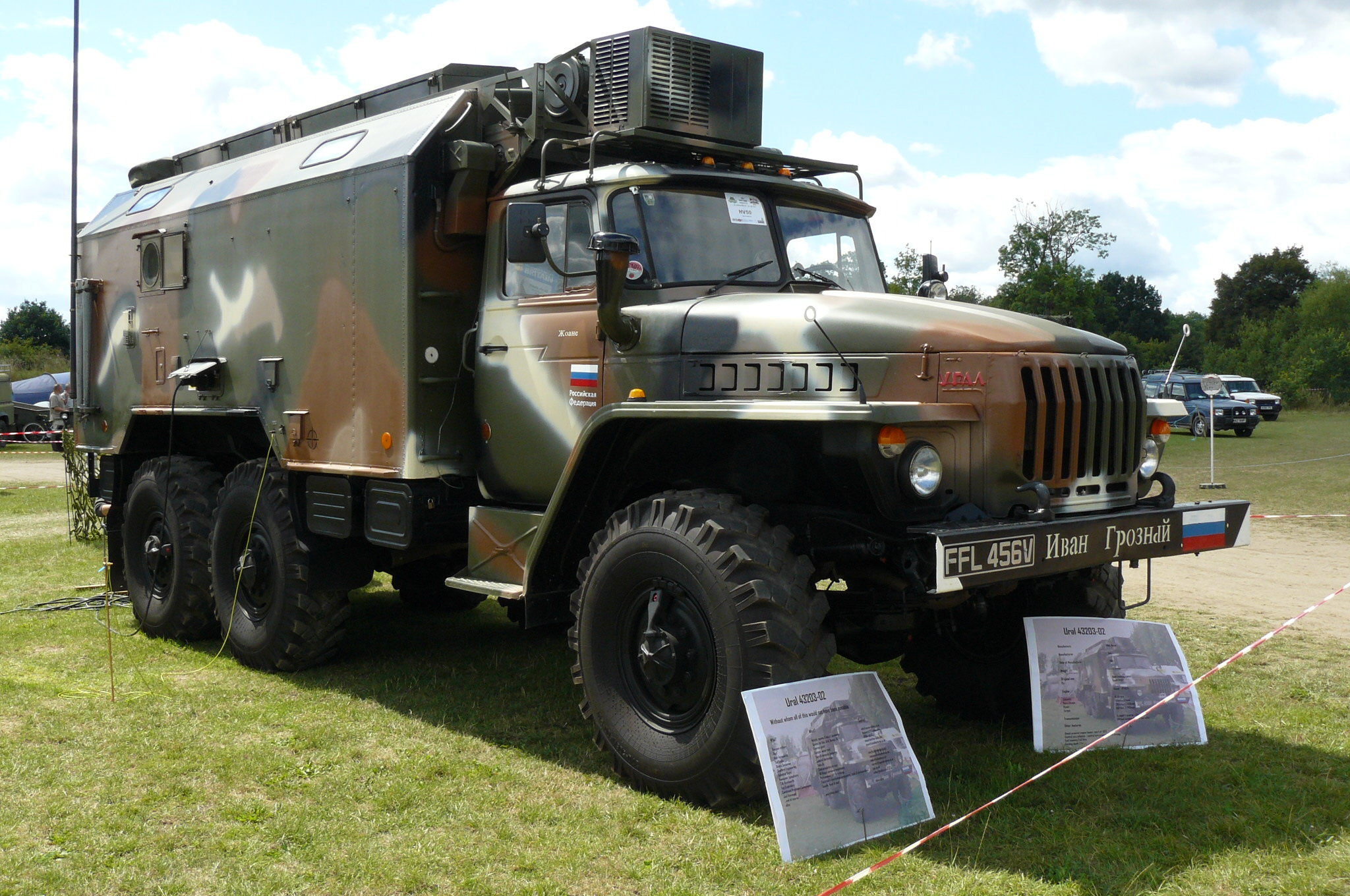
Ural 43203-02, een latere versie van de Ural-4320

In de Ural-375D werd ook een dieselmotor gemonteerd, deze kreeg de aanduiding Ural-4320. De ontwikkeling hiervan startte in 1972 en de eerste voertuigen kwamen in 1978 uit de fabriek. Vanwege de iets grotere motor werd de motorkap enigszins verlengd en de overbrengingsverhouding in de versnellingsbak aangepast. De dieselmotor was van Kamaz, type 740. De motor telde acht cilinders en had een cilinderinhoud van 10,85 liter. Het vermogen was 210 pk bij 2600 toeren per minuut. Het laadvermogen in het terrein lag 500 kilogram hoger dan de Ural-375D op 4,5 ton en de maximumsnelheid op de weg was 85 km/h. Het brandstofverbruik lag met 30% fors lager dan bij de Ural-375D; met 270 liter dieselolie kon een ongeveer even grote afstand worden afgelegd. Het elektrisch systeem was 24 volt; dit was nog 12 volt voor de Ural-375D.

### Versies
- Ural-4320 de standaard vrachtwagen met een gesloten bestuurderscabine;
- Ural-4420 een trekker uitvoering;
- Ural-43202 vrachtwagen;
- Ural-44202 trekker.

De verschillen tussen de versies zijn beperkt tot het formaat van de banden en de 4320 en 44202 hebben een centraal bandenspanningssysteem, die bij de andere versies ontbreekt.